# Ngola (danse)
Pour les articles homonymes, voir Ngola.
Le ngola est une danse qui est pratiquée par les femmes Bassa lors des événements importants comme le mariage, le retour de la pêche, la fin des travaux de construction des maisons.

## Rythme musical féminin
Exécuté lors des moments de réjouissance, le ngola est un rythme musical qui permet aux femmes de mettre en valeur la vertu morale et la beauté physique à l'aide des chants.